# Championnat de Finlande de football 1992
Navigation
Saison précédente Saison suivante
La saison 1992 du Championnat de Finlande de football est la 63e édition de la première division finlandaise à poule unique, la Veikkausliiga. Les douze meilleurs clubs du pays jouent les uns contre les autres à trois reprises durant la saison. À la fin du championnat, l'avant-dernier du classement dispute un barrage de promotion-relégation face au vice-champion de deuxième division tandis que le dernier est directement relégué en Ykkonen, la deuxième division finlandaise.
C'est le HJK Helsinki qui remporte le championnat cette saison en terminant en tête du classement final, avec trois points d'avance sur un duo composé du tenant du titre, le Kuusysi Lahti et du FC Jazz Pori. C'est le 18e titre de champion de Finlande du HJK.

## Les 12 clubs participants
| - FC Ilves Tampere - RoPS Rovaniemi - MyPa 47 Anjalankoski - Promu de Ykkonen - FC Oulu - Haka Valkeakoski - Jaro Pietarsaari | - HJK Helsinki - Kuusysi Lahti - FC Jazz Pori - TPS Turku - KuPS Kuopio - MP Mikkeli |

## Compétition
Le barème de points servant à établir les classements se décompose ainsi :
- Victoire : 3 points
- Match nul : 1 point
- Défaite : 0 point

### Classement
| Rang | Équipe                   | Pts | J  | G  | N | P  | Bp | Bc | Diff |
| ---- | ------------------------ | --- | -- | -- | - | -- | -- | -- | ---- |
| 1    | HJK Helsinki             | 66  | 33 | 20 | 6 | 7  | 59 | 35 | +24  |
| 2    | Kuusysi Lahti T          | 63  | 33 | 19 | 6 | 8  | 61 | 38 | +23  |
| 3    | FC Jazz Pori             | 63  | 33 | 18 | 9 | 6  | 62 | 42 | +20  |
| 4    | MyPa 47 Anjalankoski P C | 56  | 33 | 16 | 8 | 9  | 57 | 29 | +28  |
| 5    | Jaro Pietarsaari         | 50  | 33 | 14 | 8 | 11 | 49 | 37 | +12  |
| 6    | Haka Valkeakoski         | 50  | 33 | 15 | 5 | 13 | 42 | 51 | -9   |
| 7    | RoPS Rovaniemi           | 42  | 33 | 12 | 6 | 15 | 53 | 49 | +4   |
| 8    | Ilves Tampere            | 35  | 33 | 10 | 5 | 18 | 45 | 56 | -11  |
| 9    | TPS Turku                | 35  | 33 | 9  | 8 | 16 | 29 | 45 | -16  |
| 10   | MP Mikkeli               | 33  | 33 | 10 | 3 | 20 | 34 | 60 | -26  |
| 11   | FC Oulu                  | 32  | 33 | 9  | 5 | 19 | 42 | 68 | -26  |
| 12   | KuPS Kuopio              | 31  | 33 | 8  | 7 | 18 | 33 | 56 | -23  |

|  | Qualification pour la Ligue des champions 1993-1994                                     |
|  | Qualification pour la Coupe des Coupes 1993-1994                                        |
|  | Qualification pour la Coupe UEFA 1993-1994                                              |
|  | Participation au barrage de promotion-relégation                                        |
|  | Relégation directe en deuxième division                                                 |
|  | T Tenant du titre P Club promu de deuxième division C Vainqueur de la Coupe de Finlande |

### Matchs

#### Barrages de promotion-relégations
Le FC Oulu doit rencontrer le vice-champion de deuxième division, le club de FinnPa Helsinki, pour tenter de se maintenir parmi l'élite. Les matchs se disputent sous forme d'aller-retour.
| Équipe 1 | Résultat | Équipe 2             | Aller | Retour |
| -------- | -------- | -------------------- | ----- | ------ |
| FC Oulu  | 0 - 1    | FinnPa Helsinki (D2) | 0 - 0 | 0 - 1  |

## Bilan de la saison
| Championnat de Finlande de football 1992   |                          |
| Champion                                   | HJK Helsinki (18e titre) |
| Coupes et trophées                         |                          |
| Vainqueur de la Coupe de Finlande 1992     | MyPa 47 Anjalankoski     |
| Qualifications continentales               |                          |
| Ligue des champions 1993-1994 Premier tour | HJK Helsinki             |
| Coupe des Coupes 1993-1994 Premier tour    | MyPa 47 Anjalankoski     |
| Coupe UEFA 1993-1994 Premier tour          | Kuusysi Lahti            |
| Promotions et relégations                  |                          |
| Promus en Veikkausliiga                    | FinnPa Helsinki          |
| Promus en Veikkausliiga                    | TPV Tampere              |
| Relégués en Ykkonen                        | FC Oulu                  |
| Relégués en Ykkonen                        | KuPS Kuopio              |